# Ren Kano
Ren Kano (加納 錬 Kano Ren?), född 31 oktober 1994 i Shizuoka prefektur, är en japansk fotbollsspelare.
Kano började sin karriär 2017 i Tochigi Uva FC. 2018 flyttade han till SC Sagamihara.